# Oued Fodda
Oued Fodda är en ort i Algeriet.   Den ligger i provinsen Chlef, i den norra delen av landet, 150 km väster om huvudstaden Alger. Oued Fodda ligger 168 meter över havet och antalet invånare är 44 523.
Terrängen runt Oued Fodda är kuperad norrut, men söderut är den platt. Runt Oued Fodda är det ganska tätbefolkat, med 207 invånare per kvadratkilometer. Närmaste större samhälle är Chlef, 17,9 km väster om Oued Fodda. Trakten runt Oued Fodda består till största delen av jordbruksmark.